# Protisten
Die Einteilung der Lebewesen in Systematiken ist kontinuierlicher Gegenstand der Forschung. So existieren neben- und nacheinander verschiedene systematische Klassifikationen. 
Das hier behandelte Taxon ist durch neue Forschungen obsolet geworden oder ist aus anderen Gründen nicht Teil der in der deutschsprachigen Wikipedia dargestellten Systematik.
Nicht zu verwechseln mit Protoctisten.

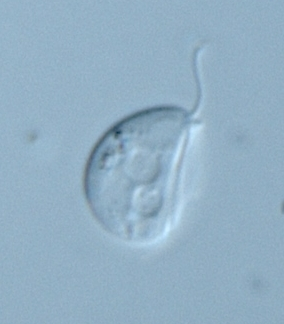
Dysnectes brevis, Trophozoit (Fornicata)
(lichtmikroskopische Aufnahme, Differentialinterferenzkontrast)

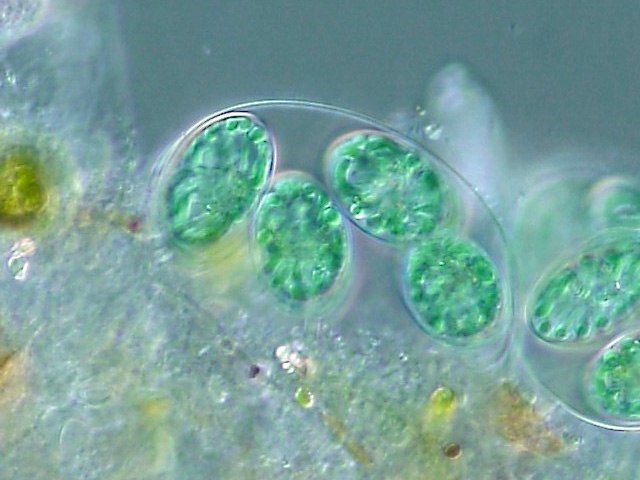
Glaucocystis (Glaucocystaceae)
(lichtmikroskopische Aufnahme, Differentialinterferenzkontrast)

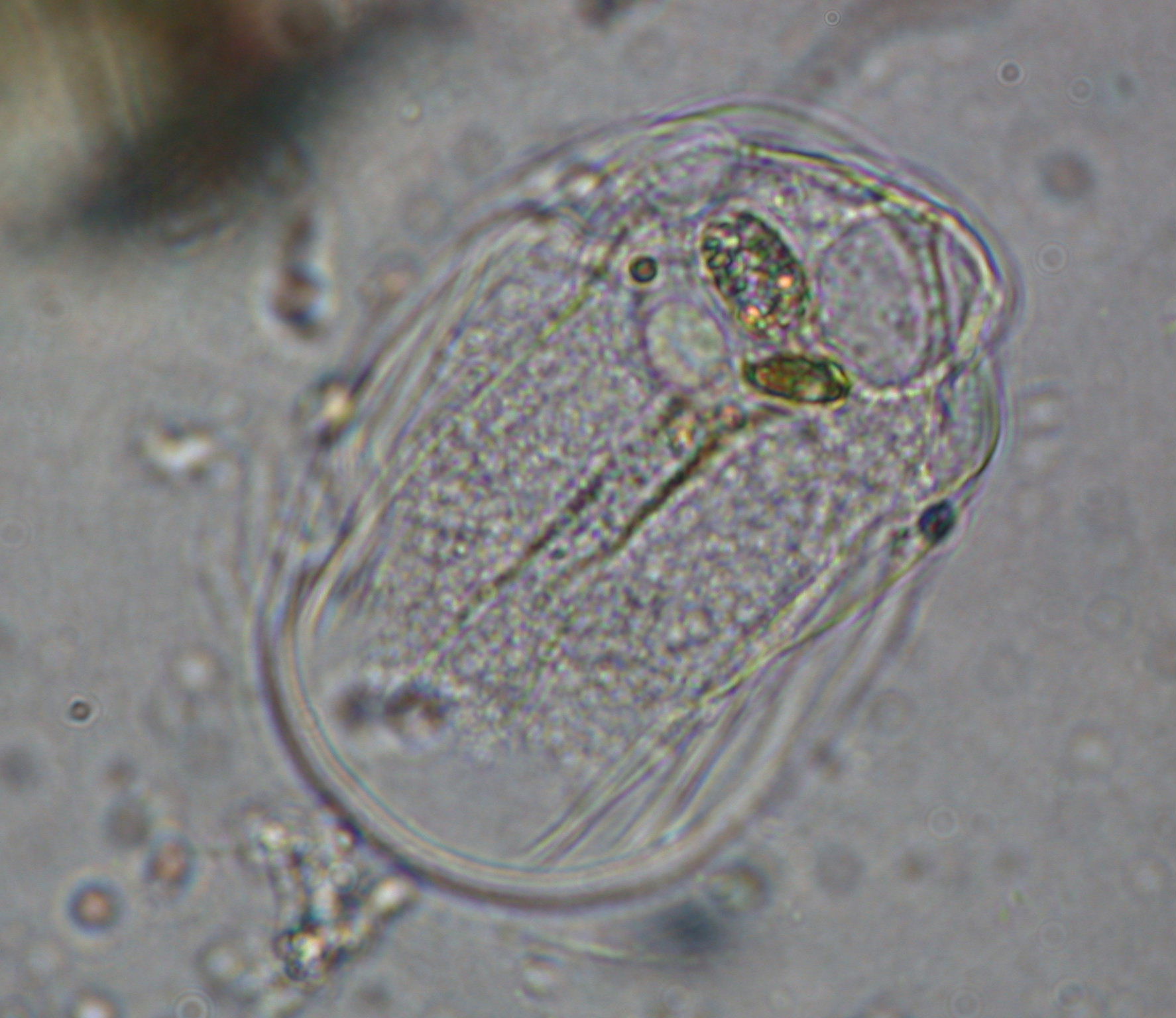
Thecamoeba striata (Flabellinea)
(lichtmikroskopische Aufnahme)

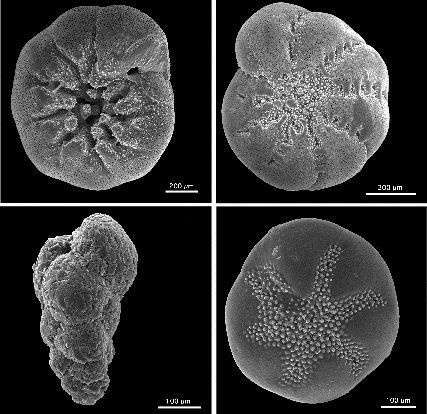
Schalen von benthischen Foraminiferen
(sekundärelektronenmikroskopische Aufnahme)

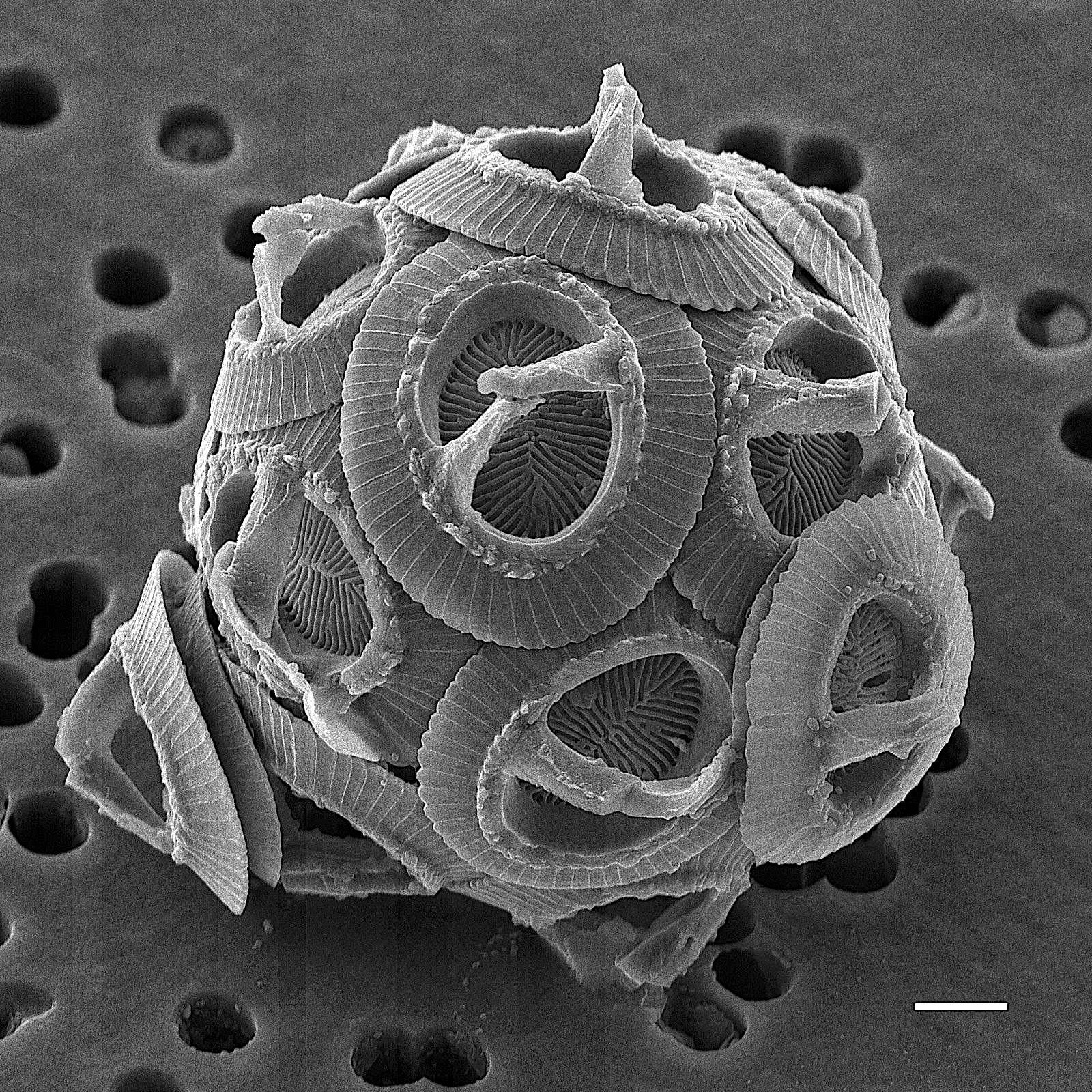
Gephyrocapsa oceanica (Haptophyta)
(sekundärelektronenmikroskopische Aufnahme, die Länge des weißen Striches entspricht 1 Mikrometer)

Die Protisten, neulateinisch Protista (von altgriechisch πρώτιστος prōtistos, deutsch ‚allererster‘; „Urwesen“, „Erstlinge“) sind eine Gruppe nicht näher verwandter mikroskopischer Lebewesen, die jedoch lange als Taxon (systematische Einheit) betrachtet wurde. Dazu gehören alle ein- bis wenigzelligen Eukaryoten, also Protozoen, Mikropilze und (eukaryotische) Mikroalgen. Eine ähnliche Bezeichnung ist Mikroeukaryoten (englisch microeukaryotes).

## Geschichte
Die ersten Protisten wurden 1675 von Antoni van Leeuwenhoek beobachtet. 1866 dann wurden die Protista von Ernst Haeckel als Taxon eingeführt. Sie wurden als eigenes Reich innerhalb der Eukaryoten gefasst und den Pflanzen (Reich Plantae), Tieren (Reich Animalia) und Pilzen (Reich Fungi) gegenübergestellt. Man wollte damals Mikroorganismen, also ein- und wenigzellige Organismen, von den übrigen Lebewesen trennen und in zwei Reichen (Monera und Protista) zusammenfassen.
Diese Einteilung hielt sich zwar lange, entspricht jedoch nicht den natürlichen Verwandtschaftsverhältnissen. Da Pflanzen, Tiere und Pilze sich aus Protisten entwickelten und viele vielzellige Lebewesen mit ein- und wenigzelligen Protisten verwandt sind, ergab sich mit den Protista als paraphyletische Gruppe ein unnatürliches System. In modernen, auf Verwandtschaftsverhältnissen beruhenden Systematiken gibt es die Protisten deshalb nicht mehr. Die zu den Protisten zählenden Gruppen wurden entsprechend ihren Verwandtschaftsverhältnissen verschiedenen Evolutionslinien zugeteilt, darunter auch zwei Linien, die Pilze und vielzellige Tiere beziehungsweise höhere Pflanzen enthalten. Die zu den Protisten gehörenden Choanoflagellaten ergeben zusammen mit den Pilzen und Tieren die Opisthokonta. Die Rotalgen (Rhodoplantae), Grünalgen und höheren Pflanzen (Viridiplantae) bilden die systematische Gruppe der Pflanzen (Plantae).
Trotzdem findet der Begriff Protisten noch bis in die Gegenwart Gebrauch als nicht-systematische Bezeichnung. Eine häufig zu findende Definition lautet „alle einzelligen Eukaryoten“. Dazu zählen sowohl einige Algen, einige Pilze und die Protozoen. Diese Definition bereitet allerdings bei Nesseltieren wie den Myxozoa ebenso Schwierigkeiten wie bei den Myxogastria. Heute werden unter der Bezeichnung Protisten meist „alle ein- bis wenigzelligen Eukaryoten“ verstanden.
Dies deckt sich im Wesentlichen mit der Definition von Mikroeukaryoten als mikroskopisch kleinen, zellkernhaltigen und meist einzelligen Organismen, die ebenfalls weder eine monophyletische noch eine funktionelle Gruppe bilden.

## Lebensweise
Protisten bewegen sich oft schwimmend mithilfe von Geißeln oder Wimpern oder kriechend, gleitend, fließend oder schreitend durch Ausbildung von Scheinfüßchen (Pseudopodien). Etliche Arten schweben auch einfach nur im Wasser, das Schweben wird oft unterstützt durch lange Zellfortsätze.
Die meisten Protisten leben im Meer, teils nahe der Oberfläche, teils schwebend im Wasser, teils auf dem Grund kriechend, teils an Steinen, Pflanzen und dergleichen festsitzend; andere findet man im Süßwasser, wenige auf dem Land. Es gibt heterotrophe, autotrophe, mixotrophe, aerobe und anaerobe Formen. Etliche Protisten leben auch parasitisch in Tieren.
Die Protisten pflanzen sich gewöhnlich durch Zweiteilung ungeschlechtlich fort. Bei einigen Arten gibt es aber auch Vielfachteilungen, bei einigen kommen geschlechtliche Vorgänge vor.

## Bedeutung
Viele Protisten treten in erstaunlicher Individuenzahl auf. Die unverweslichen Überreste abgestorbener Vertreter – wie die Kieselskelette der Radiolarien und Kieselalgen (Bacillariophyta) oder die Kalkschalen der Foraminiferen – sind gesteinsbildend: Sie sedimentieren auf den Grund des Gewässers und werden durch Diagenese zu Gesteinen, zum Beispiel Kieselschiefer und Kreide, aus denen sich oft ganze Gebirgsschichten zusammensetzen.
Aus urtümlichen Protisten sind im Laufe der Evolution alle höheren vielzelligen Organismen hervorgegangen, wahrscheinlich überwiegend über den Weg der Zellkoloniebildung, wie sie heute noch bei etlichen Algen zu beobachten ist.
Weil sich an ihnen die Zellbestandteile sowie die wichtigsten Lebensäußerungen, wie Bewegung, Reizbarkeit, Fortpflanzung, gut studieren lassen, sind Protisten ein beliebtes Objekt biologischer Forschung. Nur etwa 40 Arten rufen jedoch Protozoeninfektionen beim Menschen hervor und sind von medizinischem Interesse.

## Mikroeukaryoten
In neuerer Zeit wird von vielen Autoren der Ausdruck „Mikroeukaryoten“ anstelle von „Protisten“ bevorzugt: Mikroeukaryoten (englisch microeukaryotes) umfassen Protisten und einzellige Pilze (Mikropilze).

## Weiterführende Literatur
- Alle A. Y. Lie, Zhenfeng Liu, Sarah K. Hu, Adriane C. Jones, Diane Y. Kim, Peter D. Countway, Linda A. Amaral-Zettler, S. Craig Cary, Evelyn B. Sherr, Barry F. Sherr, Rebecca J. Gast, David A- Caron: Investigating Microbial Eukaryotic Diversity from a Global Census: Insights from a Comparison of Pyrotag and Full-Length Sequences of 18S rRNA Genes. In: Applied and Environmental Microbiology, Band 80, Nr. 14, Juli 2014, S. 4363–4373; doi:10.1128/AEM.00057-14, PMC 4068655 (freier Volltext),   PMID 24814788 (englisch).
- Sarah K. Hu, Zhenfeng Liu, Alle A. Y. Lie, Peter D. Countway, Diane Y. Kim, Adriane C. Jones, Rebecca J. Gast, S. Craig Cary, Evelyn B. Sherr, Barry F. Sherr, David A Caron: Estimating Protistan Diversity Using High-Throughput Sequencing. In: Journal of Eukaryotic Microbiology, Band 62, Nr. 5, September-Oktober 2015, S. 688–693; doi:10.1111/jeu.12217,  PMID 25851049, Epub 25. April 2015 (englisch).